# Salpausselkä (skoky na lyžích)

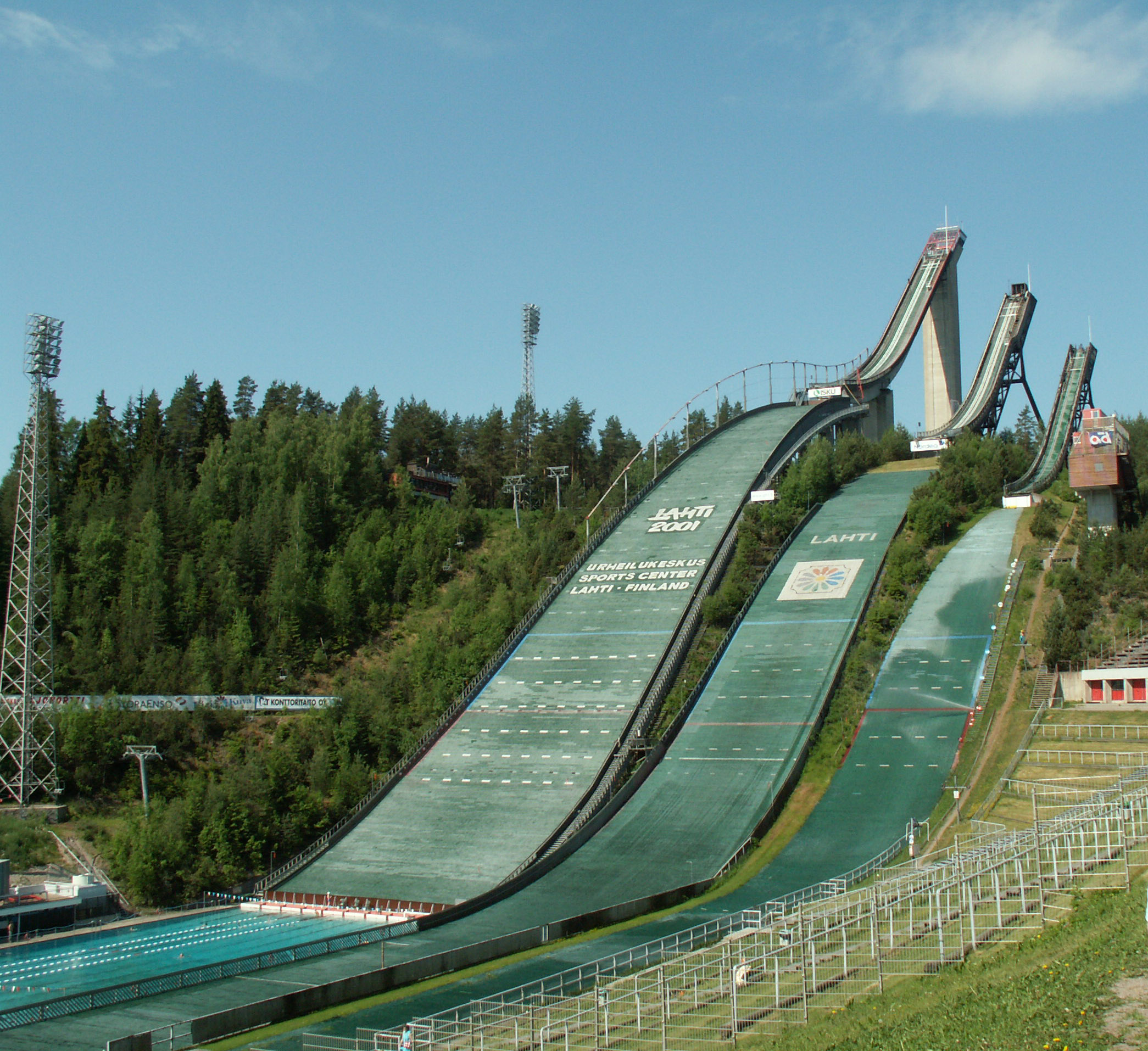
Můstky v Lahti

Salpausselkä je označení pro areál určený pro skoky na lyžích nacházející se ve finském Lahti. Nachází se zde hned několik můstků určených pro tento sport: HS 130, HS 97, K-60, K-35, K-25 a K-15, přičemž HS označuje tzv. hill size, K pak tzv. konstrukční bod, čísla vzdálenost, ve které se tyto mezníky nacházejí. Závody na největším můstku bývají součástí tzv. Nordic tournamentu.
Velký můstek navrhli architekti Sulo Järvinen a Erik Liljeblad. Můstek byl v roce 1971 vyhlášen finskou Betonovou stavbou roku. Na jeho věži je v létě otevřena vyhlídka. Pod jeho doskočištěm je provozován veřejný plavecký bazén.
Můstky se nacházejí na velké moréně Salpausselkä.

## Technická data

### Velký můstek HS 130
- Konstrukční bod: 116 m
- Velikost můstku: 130 m
- Rekord můstku: 135,5 m,  Andreas Widhölzl (2006)
- Délka nájezdu: 149 m
- Výška odrazu: 3,4 m
- Nájezdová rychlost: cca 93 km/h

### Střední můstek
- Konstrukční bod: 90 m
- Velikost můstku: 97 m
- Rekord můstku: 98,5 m,  Adam Małysz (2001),  Janne Ahonen (2000)
- Výška odrazu: 3,4 m